# Nathan Rosenberg
Nathan Rosenberg (22 novembre 1927 - 24 août 2015) est un économiste américain spécialisé dans l'histoire de la technologie.

## Biographie
Rosenberg obtient son doctorat à l'Université du Wisconsin en 1955 et enseigne à l'Université de l'Indiana (1955-1957), à l'Université de Pennsylvanie (1957-1961), à l'Université Purdue (1961-1964), à l'Université Harvard (1967-1969), à l'Université du Wisconsin (1969-1974) et l'Université Stanford (1974) où il est professeur émérite Fairleigh S. Dickinson, Jr. de politique publique au Département d'économie. En 1989, il est professeur invité Pitt d'histoire et d'institutions américaines à l'Université de Cambridge.
La contribution de Rosenberg à la compréhension du changement technologique est reconnue par Douglass North dans sa conférence du prix Nobel intitulée « La performance économique à travers le temps ». En 1996, il reçoit la Médaille Léonard-de-Vinci, la plus haute distinction de la Société d'histoire de la technologie.
Dans son ouvrage How the West Grew Rich de 1986, Rosenberg et son co-auteur L.E. Birdzell, Jr. ont soutenu que le succès économique de l'Europe occidentale était dû à un relâchement des contrôles politiques et religieux et que la vie médiévale occidentale n'était pas réellement organisée dans des châteaux, des cathédrales et des villes ; mais qu'elle était davantage organisée dans les zones rurales, dans des huttes et dans des endroits avec un accès fiable à la nourriture. C'est pourquoi, selon le livre, la majeure partie de la population est dans une certaine mesure impliquée dans l'agriculture et les occupations connexes de transport des produits d'un endroit à un autre. L’importance de ces idées a depuis été pleinement reconnue par la discipline de l’histoire économique internationale. L’hypothèse de Rosenberg-Birdzell est que l’innovation est produite par la concurrence économique entre des entités politiquement indépendantes. Cette hypothèse est testée et soutenue par Joel Mokyr dans sa contribution au numéro Festschrift de Research Policy, publié en l'honneur de Nathan Rosenberg en 1994,.
Rosenberg est décédé en 2015 et est enterré au Los Gatos Memorial Park, à San Jose.

## Publications
- Economic Planning in the British Building Industry, 1945–1949, 1960
- The American System of Manufactures: The Report of the Committee on the Machinery of the United States 1855, and the Special Reports of George Wallis and Joseph Whitworth, 1854, 1969
- The Economics of Technological Change: Selected Readings, 1971
- Technology and American Economic Growth, 1972
- Perspectives on Technology, 1976
- The Britannia Bridge: The Generation and Diffusion of Technological Knowledge (avec Walter G. Vincenti), 1978
- Inside the Black Box: Technology and Economics, 1983
- International Technology Transfer: Concepts, Measures, and Comparisons (éditeur, avec Claudio Frischtak ), 1985
- The Positive Sum Strategy: Harnessing Technology for Economic Growth (éditeur, avec Ralph Landau), 1986
- How The West Grew Rich: The Economic Transformation Of The Industrial World (avec L.E. Birdzell ), 1986
- Technology and the Pursuit of Economic Growth (avec David C. Mowery), 1991
- Technology and the Wealth of Nations (éditeur, avec Ralph Landau et David C. Mowery), 1992
- Exploring the Black Box: Technology, Economics, and History, 1994
- The Emergence of Economic Ideas: Essays in the History of Economics, 1994
- Paths of Innovation: Technological Change in 20th-Century America (avec David C. Mowery), 1998
- Chemicals and Long-Term Economic Growth: Insights from the Chemical Industry (éditeur, avec Ashish Arora et Ralph Landau), 2000
- Schumpeter and the Endogeneity of Technology: Some American Perspectives, 2000 (Les conférences Schumpeter de Graz)